# Pere Caselles
Pere Caselles i Tarrats (Reus, 1 de noviembre de 1864-28 de julio de 1936) fue un arquitecto modernista español. 

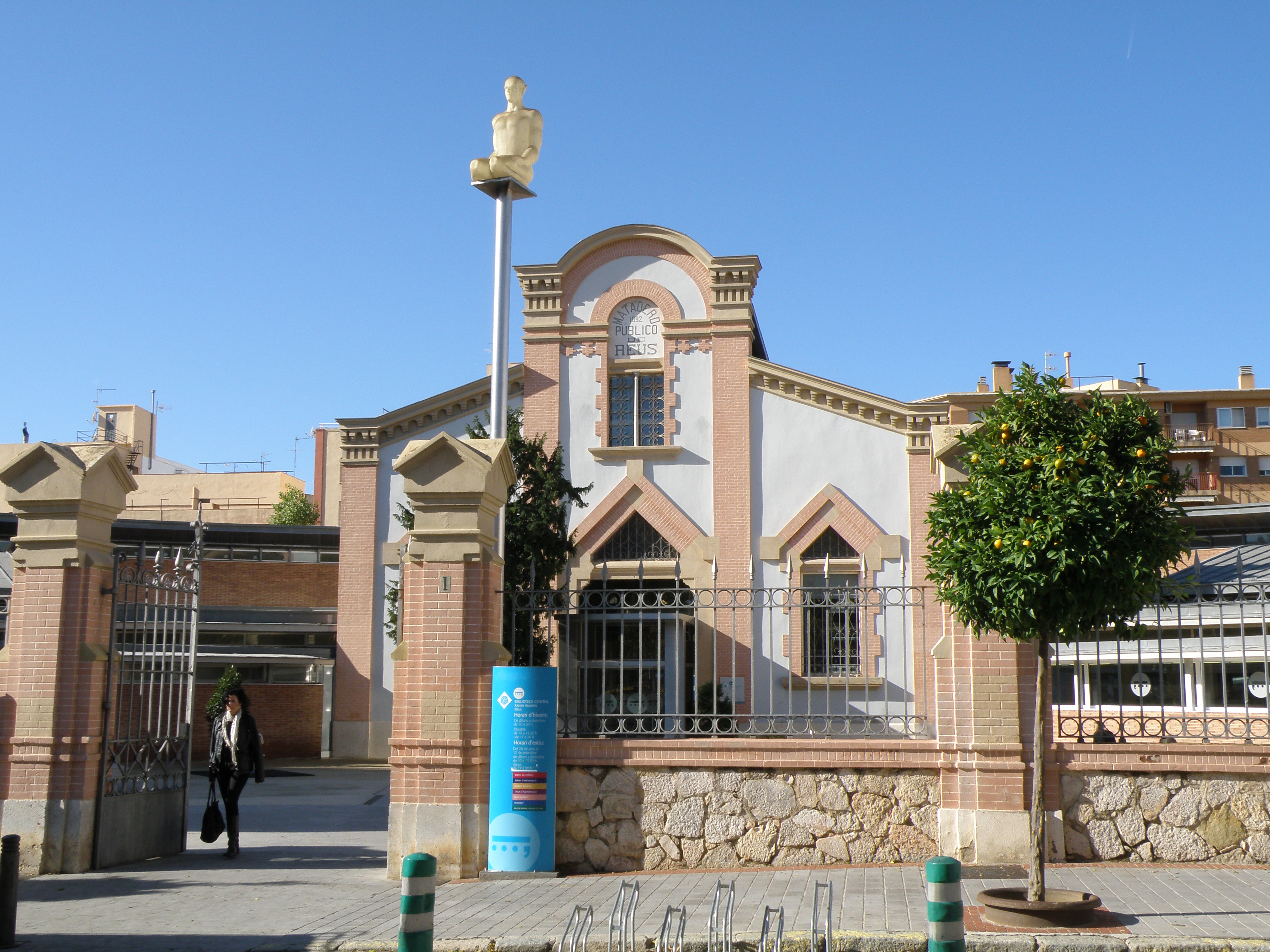
Matadero municipal de Reus (1890-1892)

Estudió en la Escuela Técnica Superior de Arquitectura de Barcelona, donde se tituló en 1889. Al año siguiente trabajó como ayudante de Lluís Domènech i Montaner en el Instituto Pedro Mata (1899-1919) de Reus. Fue arquitecto municipal de Reus de 1891 a 1930, donde fue artífice de un buen número de obras, entre las que destacan la casa Punyed (1892), la casa Homdedéu (1893), la casa Munné (1904), la casa Laguna (1904), el Banco de España (1904), la Estación Enológica (1910), la casa Sagarra (1908), la casa Tomàs Jordi (1909), la casa Grau (1910) y los grupos escolares Prat de la Riba (1908-1917) y Pompeu Fabra (1926). También fue autor del Matadero municipal (1890-1892, con Francisco Borrás Soler), actual Biblioteca Municipal.